# 重庆旅游职业学院
22°00′13″N 100°47′12″E / 22.0034907°N 100.7867378°E
重庆旅游职业学院，是中华人民共和国的一所全日制公办专科大学，位在重庆市东南隅的黔江区。

## 历史
在脱离四川省并入重庆市前，黔江地区因为经济落后等因素没有建立自己的高校。并入重庆后，重庆市人民政府于2010年3月批准在黔江区成立了重庆旅游职业学院，成为原黔江地区的第一所高等院校；也是重庆市第一所公办旅游类高职专科院校。